# Лорейру (Олівейра-де-Аземейш)
Лорейру (порт. Loureiro; МФА: [ɫo.ˈɾɐj.ɾu]) — парафія в Португалії, у муніципалітеті Олівейра-де-Аземейш. Розташована в західній частині країни, на теренах історичної португальської провінції Бейра. Входить до складу округу Авейру. За адміністративним поділом, чинним до 1976 року, терени парафії були складовою провінції Берегова Бейра. Належить до Авейрівської діоцезії Католицької церкви. Патрон — Іван Хреститель. Площа — 17,1335 км². Населення — 3531 ос. (2011). Середньо урбанізований регіон. Густота населення — 206,09 осіб/км²
. Код — 011304.

## Населення
| Кількість мешканців | Кількість мешканців | Кількість мешканців | Кількість мешканців | Кількість мешканців | Кількість мешканців | Кількість мешканців | Кількість мешканців | Кількість мешканців | Кількість мешканців | Кількість мешканців | Кількість мешканців | Кількість мешканців | Кількість мешканців | Кількість мешканців |
| ------------------- | ------------------- | ------------------- | ------------------- | ------------------- | ------------------- | ------------------- | ------------------- | ------------------- | ------------------- | ------------------- | ------------------- | ------------------- | ------------------- | ------------------- |
| 1864                | 1878                | 1890                | 1900                | 1911                | 1920                | 1930                | 1940                | 1950                | 1960                | 1970                | 1981                | 1991                | 2001                | 2011                |
| 2.792               | 2.305               | 2.472               | 2.668               | 2.826               | 2.840               | 3.030               | 3.118               | 3.025               | 2.923               | 3.029               | 3.241               | 3.376               | 3.491               | 3.531               |